# Aplastodiscus perviridis
Aplastodiscus perviridis là một loài ếch thuộc họ Nhái bén.
Loài này có ở Argentina, Brasil, và có thể cả Paraguay.
Môi trường sống tự nhiên của chúng là rừng ẩm vùng đất thấp nhiệt đới hoặc cận nhiệt đới, vùng núi ẩm nhiệt đới hoặc cận nhiệt đới, vùng cây bụi ẩm khu vực nhiệt đới hoặc cận nhiệt đới, đồng cỏ khô nhiệt đới hoặc cận nhiệt đới vùng đất thấp, sông ngòi, và đầm nước ngọt.

## Hình ảnh

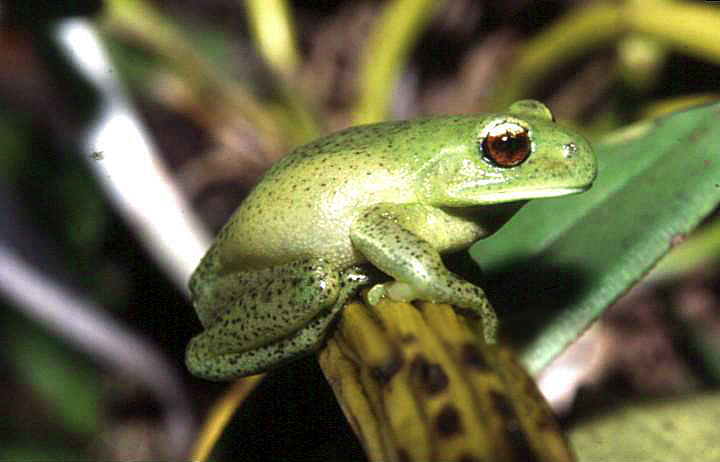